# Cybianthus montanus
Cybianthus montanus là một loài thực vật có hoa trong họ Anh thảo. Loài này được (Lundell) G.Agostini mô tả khoa học đầu tiên năm 1980.